# Ed Kuepper
Ed Kuepper (né le 25 avril 1956 à Brême, Allemagne) est un guitariste de punk rock australien.
Né en Allemagne, il grandit en Australie et cofonde en 1974 avec Chris Bailey The Saints un groupe de punk rock. Il connaitra le succès en 1977 avec l'album (I'm) Stranded et le 2e album Eternally yours, puis il quittera le groupe quelque temps plus tard pour le groupe The Aints.
Début 2009, il rejoint Nick Cave, où il remplace Mick Harvey au sein des Bad Seeds.